# 小中一貫校南アルプス市立若草中学校
小中一貫校南アルプス市立若草中学校（しょうちゅういっかんこう みなみアルプスしりつ わかくさちゅうがっこう）は、山梨県南アルプス市にある公立中学校である。南アルプス市の公立中学校の中では数少ない小学校との一貫校である。

## 沿革
- 1957年（昭和32年）1月 - 旧中央校舎落成、鏡中条教場より設備移転完了する。
  - 4月 - 三田中学校・鏡中条中学校が統合され若草中学校となる。
- 1958年（昭和33年）3月 - 若草中学校校歌制定発表。
- 1970年（昭和39年）11月 - 小野徹先生胸像を建立。
- 1974年（昭和49年）3月 - 新校舎落成式。
- 1975年（昭和50年）3月 - 校旗樹立式を挙行。
  - 4月 - 山梨県教育委員会指定道徳教育実験校（昭和50年・51年度）。
- 1976年（昭和51年）10月 - 文部省道徳教育研究指定校の公開研究会を開催。
- 1982年（昭和57年）3月 - 未来の塔をPTAが3カ年計画で建築し除幕式を行う。
- 1984年（昭和59年）4月 - 山梨県教育推進実践校の指定を受ける。10月山梨県教育推進峡中大会において実践発表。
- 1991年（平成3年）3月 - 北校舎にコンピュータ室・普通教室を増設。
  - 8月 - 剣道部女子県選手権大会で優勝。全国中学校選抜剣道大会（佐賀市）に出場。
- 1993年（平成5年）6月 - 新プール落成式を行う。
  - 8月 - 卓球部男女、剣道部男子関東大会出場。剣道部個人、全国中学校選抜剣道大会に出場。
- 1994年（平成6年）8月 - 全国中学校軟式野球大会準優勝。
  - 10月 - ボランティア功労者厚生大臣表彰を受ける。
- 1995年（平成7年）4月 - 学校保健統計調査指定（文部省）を受ける。
  - 7月 - 北校舎の大規模改修・放送施設改修。
- 1999年（平成11年）11月 - PTAが優良団体として「文部大臣表彰」を受ける。
- 2000年（平成12年）10月 - 「保健体育指導」で全国表彰される。
- 2001年（平成13年）7月 - 南館耐震工事着工。
- 2002年（平成14年）3月 - 屋内運動場竣工式。
- 2003年（平成15年）7月 - 県総体女子バレー部優勝。
- 2004年（平成16年）4月 - 心に元気をはぐくむ道徳教育推進指定校を受ける。
  - 7月 - 県総体野球、男子卓球、男子バレー優勝。男子卓球部全国大会に出場。
- 2007年（平成19年）7月 - 県総体野球、男子バレーが優勝。（男子バレー部は4年連続）、陸上部全国大会に出場。
  - 9月 - 甲州聾唖太鼓との交流が評価され、山人会賞団体奨励賞を受賞。50周年記念式典挙行。
  - 12月 - 陸上部女子、県駅伝大会優勝。全国大会出場。
- 2008年（平成20年）8月 - 野球部、県大会5回連続優勝の快挙。
- 2009年（平成21年）4月 - 南アルプス市教育委員会「学びの質を高める授業づくり」「いじめ・不登校未然防止」推進事業指定校。
- 2010年（平成22年）3月 - 太陽光発電設備設置される。
  - 4月 - 山梨県教育委員会「やまなし心づくり推進事業」指定校（平成22・23・24年度）。
  - 8月 - 男子バレー部関東大会出場。
  - 12月 - 女子駅伝部関東大会出場。
- 2011年（平成23年）1月 - 県ジュニアバレーボール大会、男子優勝、女子準優勝。
  - 8月 - 男子バレー部関東大会出場。女子バレー部全国大会決勝トーナメント進出。北館トイレ改修工事完了。
  - 11月 - 「やまなし」心づくり（道徳授業）研究推進指定校事業の中間公開を行う。
- 2012年（平成24年）2月 - 音楽部県アンサンブル大会金賞。県新人駅伝にて女子駅伝部準優勝。
  - 9月 - 音楽部関東NHK音楽コンクール関東大会奨励賞（県大会金賞）。音楽部全日本合唱コンクール関東大会銅賞受賞（県大会金賞）。
- 2013年（平成25年）8月 - 男子バレー部関東大会出場。音楽部全日本合唱コンクール関東大会銅賞（県大会金賞）。
- 2014年（平成26年）4月 - 北館1階プレハブ校舎設置（5クラスへの対応）。
  - 8月 - 女子バレー部関東大会出場。
  - 9月 - 音楽部全日本合唱コンクール関東大会出場。
- 2015年（平成27年）8月 - 陸上部、ソフトボール部関東大会出場。ソフトボール部全国大会出場。
  - 9月 - 音楽部全日本合唱コンクール関東大会銀賞授業（県大会金賞）。
- 2016年（平成28年）8月 - 男子バレー部、女子バレー部関東大会出場。音楽部NHK音楽コンクール関東大会奨励賞（県大会金賞）。
  - 9月 - 音楽部全日本合唱コンクール関東大会銀賞（県大会金賞）。
  - 10月 - 給食配膳室完成使用開始。
- 2017年（平成29年）8月 - ソフトボール部、水泳部関東大会出場。
  - 9月 - 音楽部全日本合唱コンクール『女声」関東大会出場（県大会金賞）。
  - 10月 - 旧給食センター撤去完了（跡地をテニスコート、駐車場として使用開始）。
- 2022年（令和4年）4月 - 小中一貫校、南アルプス市立若草中学校となる。

## 通学区域
- 下今井(櫛形中学校選択可)、上村、下村、寺部、十日市場(一部地域で櫛形中学校選択可)、加賀美、藤田、浅原[2][3]